# 黄河雅罗鱼
黄河雅罗鱼（学名：Leuciscus chuanchicus）为輻鰭魚綱鯉形目雅羅魚科雅罗鱼属的鱼类。在中国，分布于黄河潼关以上至曲沟中上游等，多见于黄河中上游干支流，屬雜食性，生活習性不明。该物种的模式产地在黄河。體長可達25.8公分。